# 수지고등학교
수지고등학교(水枝高等學校)는 대한민국 경기도 용인시 수지구 풍덕천동에 있는 공립 고등학교이다.

## 학교 연혁
- 1994년 11월 1일 : 수지고등학교 설립인가 (남녀공학으로 학년별 보통과 12학급씩 36학급)
- 1995년 3월 1일 : 초대 신충교 교장 부임
- 1995년 3월 4일 : 95학년도 신입생 입학식(10학급 461명)
- 1995년 4월 20일 : 개교기념식(개교기념일로 정함)
- 1997년 2월 14일 : 제1회 졸업식(21명 남 13명, 여 8명)
- 1999년 2월 25일 : 급식소 준공
- 2000년 7월 13일 : 다목적 교실 개관
- 2005년 6월 24일 : 후관 증축(2개층)
- 2005년 10월 20일 : 경기도교육청 지정 교육과정 연구학교 운영 보고회
- 2007년 1월 30일 : 도서관 리모델링
- 2010년 2월 5일 : 수학, 과학 교과교실 완공
- 2010년 3월 2일 : 과학중점학교 및 수학 · 과학 교과교실제 운영
- 2012년 9월 18일 : 운동장 인조잔디 조성공사 준공
- 2021년 9월 1일 : 제8대 전광수 교장 부임
- 2022년 12월 14일 : 제27회 졸업식(417명, 총 13,802명)
- 2024년 3월 4일 : 2024학년도 신입생 입학식(13학급 447명)

## 참고 자료
- 수지고등학교 - 한국교육학술정보원 학교알리미